# Yaya Sanogo
Yaya Sanogo (* 27. ledna 1993, Massy, Francie) je francouzský profesionální fotbalista a bývalý mládežnický reprezentant, který od roku 2021 hraje za anglický celek Huddersfield Town AFC.

## Úspěchy

### Klubové
Arsenal
- FA Cup : 2013-14
- FA Community Shield : 2014

### Reprezentační
- Mistrovství světa ve fotbale hráčů do 20 let : 2013

## Statistiky

### Klubové
Aktualizováno k 13. 12. 2014
| Sezóna           | Klub             | Liga             | Liga   | Liga | Poháry | Poháry | Evropa | Evropa | Ostatní | Ostatní | Celkem | Celkem |
| Sezóna           | Klub             | Divize           | Starty | Góly | Starty | Góly   | Starty | Góly   | Starty  | Góly    | Starty | Góly   |
| ---------------- | ---------------- | ---------------- | ------ | ---- | ------ | ------ | ------ | ------ | ------- | ------- | ------ | ------ |
| AJ Auxerre B     | 2009–10          | CFA              | 17     | 9    | —      | —      | —      | —      | —       | —       | 17     | 9      |
| AJ Auxerre B     | 2010–11          | CFA              | 8      | 3    | —      | —      | —      | —      | —       | —       | 8      | 3      |
| AJ Auxerre B     | 2011–12          | CFA              | 3      | 3    | —      | —      | —      | —      | —       | —       | 3      | 3      |
| AJ Auxerre B     | 2012–13          | CFA              | 3      | 0    | —      | —      | —      | —      | —       | —       | 3      | 0      |
| AJ Auxerre B     | Celkem           | Celkem           | 31     | 15   | —      | —      | —      | —      | —       | —       | 31     | 15     |
| AJ Auxerre       | 2009–10          | Ligue 1          | 1      | 0    | 1      | 0      | —      | —      | —       | —       | 2      | 0      |
| AJ Auxerre       | 2010–11          | Ligue 1          | 0      | 0    | 0      | 0      | 0      | 0      | —       | —       | 0      | 0      |
| AJ Auxerre       | 2011–12          | Ligue 1          | 7      | 1    | 2      | 0      | —      | —      | —       | —       | 9      | 1      |
| AJ Auxerre       | 2012–13          | Ligue 2          | 13     | 10   | 0      | 0      | —      | —      | —       | —       | 13     | 10     |
| AJ Auxerre       | Celkem           | Celkem           | 21     | 11   | 3      | 0      | 0      | 0      | —       | —       | 24     | 11     |
| Arsenal FC       | 2013–14          | Premier League   | 8      | 0    | 4      | 0      | 2      | 0      | —       | —       | 14     | 0      |
| Arsenal FC       | 2014–15          | Premier League   | 3      | 0    | 0      | 0      | 2      | 1      | 1       | 0       | 6      | 1      |
| Celkem v kariéře | Celkem v kariéře | Celkem v kariéře | 61     | 26   | 7      | 0      | 4      | 1      | 1       | 0       | 75     | 27     |